# Georg Matern (duchowny)
Georg Matern (ur. 16 maja 1870 w Pieniężnie na Warmii, zm. 8 października 1938 w Olsztynie) – duchowny katolicki, Warmiak, badacz historii Warmii.

## Życiorys
Urodził się w 1870 roku w powiecie braniewskim w rodzinie kupca Rudolfa Materna i jego żony Marii z domu Hildebrandt. Młodszy brat Kurt Matern został znanym architektem i malarzem.
Uczęszczał do szkół średnich w Olsztynie i w Reszlu. Następnie studiował teologię w seminarium duchownym w Braniewie i Würzburgu. Tam wstąpił w 1889 roku do stowarzyszenia KDStV Markomannia Würzburg. 6 listopada 1892 otrzymał święcenia kapłańskie w katedrze we Fromborku. Początkowo pracował jako duszpasterz w Tolkmicku. Następnie wyjechał do Rzymu i został kapelanem w niemieckim kościele narodowym Santa Maria dell'Anima. Jednocześnie, od 1893 do 1895, studiował prawo kanoniczne i w czerwcu 1895 uzyskał doktorat z prawa kościelnego.
Po powrocie do diecezji warmińskiej biskup Andreas Thiel mianował go w 1896 sędzią diecezjalnym i wikariuszem katedry we Fromborku. Po około pięciu latach został mianowany proboszczem parafii w Szalmi. Od maja 1909 pracował jako redaktor naczelny gazety Ermländische Zeitung. W 1916 został dziekanem dekanatu Reszel, w 1931 otrzymał godność prałata. Założył stowarzyszenie Caritas na Warmii i przez pewien czas był jego sekretarzem. We wrześniu 1936 przeniósł się do Olsztyna.

## Publikacje (wybór)
- Die katholischen Wohlthätigkeits-Anstalten und -Vereine sowie das katholisch-soziale Vereinsleben in der Diöcese Ermland (= Charitas-Schriften, Heft 6). Caritasverband für das katholische Deutschland, Freiburg im Breisgau 1900.
- Die kirchlichen Bruderschaften in der Diözese Ermland. Ermländische Zeitungs- und Verlagsdruckerei, C. Skowronski, Braunsberg 1920.
- mit Kurt Matern: Burg und Amt Rößel. Ein Beitrag zur Burgenkunde des Deutschordenslandes. L. Teichert, Königsberg in Preußen 1925.
- mit Kurt Matern: Eine ermländische Bauhütte des 15. Jahrhunderts. Wolff, Heilsberg 1929.
- Festschrift zur 350jährigen Jubiläumsfeier der Innungen in Rößel am 23. Juni 1926; 1579–1929. Verlag B. Kruttke, Rößel 1929.
- Die Pfarrkirche SS. Petri und Pauli in Rössel. Gräfe und Unzer, Königsberg in Preußen 1931.
- Geschichte der Pfarrgemeinde SS. Petri und Pauli in Rößel. Gräfe und Unzer, Königsberg in Preußen 1935.
- mit Anneliese Birch-Hirschfeld: Das Rößeler Pfarrbuch. Aufzeichnungen der Kirchenväter an der Pfarrkirche zu Rößel in den Jahren 1442 bis 1614. Herder, Braunsberg 1937.